# Пирин (връх)
Вижте пояснителната страница за други значения на Пирин.
Пирин се нарича най-северният голям връх от главното било на планината Пирин. Надморската му височина е 2593 метра. Склоновете му са обрасли с клек, което го прави трудно достъпен. Върхът има пирамидален вид с ясно изразена отвесна североизточната стена, която представлява обект за алпийско катерене с прокарани няколко алпийски маршрута. Старото му име е Голяма Джинджирица. Изграден е от гранити. От северозападното му подножие извират Брежанска река и Мечкулска река. Почвите са тъмнокафяви и тъмноцветни горски. Върхът е границите на резервата Баюви дупки - Джинджирица. Той е рядко посещаван, тъй като е встрани от основните туристически пътеки. На върха има контейнер с дневник на посетителите.
Основните изходни пунктове за изкачването му са местността Кулиното, селата Брежани и Сенокос, хижа Яворов (4 часа), хижа Предел (5 часа) и хижа Моравица (5 часа).